# Литл Бигхорн
Литл Бигхорн (енгл. Little Bighorn River) је река која протиче кроз САД. Дуга је 222 km. Протиче кроз америчку савезну државу Монтана. Улива се у реку Бигхорн.